# Rhodocoma foliosa
Rhodocoma foliosa är en gräsväxtart som först beskrevs av Nicholas Edward Brown, och fick sitt nu gällande namn av Hans Peter Linder och C.R.Hardy. Rhodocoma foliosa ingår i släktet Rhodocoma och familjen Restionaceae. Inga underarter finns listade i Catalogue of Life.